# Tennis a squadre
Il tennis a squadre è un torneo di tennis che consiste in partite tra due diversi gruppi di giocatori, ambedue che competono per la vittoria del torneo per il loro team. Il formato è normalmente una versione modificata di quella adottata dalla World TeamTennis: composto da incontri sia maschili che femminili con Singolo, Doppio e Doppio Misto.

## Per paese
Si gioca a livello collegiale o nazionale negli Stati Uniti. L'United States Tennis Association promuove il tennis delle squadre junior e la USTA League Tennis. La National Collegiate Athletic Association organizza competizioni come la NCAA Division I men's tennis championships e la NCAA Division I women's tennis championships. Molte regioni hanno le loro i loro team specifici per città o aree; le squadre di tennis CASHS (spesso sostenute da un giocatore professionista) con un campionato nazionale negli Stati Uniti.
Nel Regno Unito, il tennis a squadre è giocato tramite scuole e club a livelli locali e nazionali. La Lawn Tennis Association ha una "AEGON Team Tennis Series" in cui gareggiano diverse migliaia di squadre.

## Lista di tornei
Attivi
- Coppa Davis - Team nazionale maschile
- Billie Jean King Cup - Team nazionale femminile
- ATP Cup - Team nazionale maschile
- Laver Cup - Team maschile composto da giocatori europei e internazionali
- Hopman Cup - Team nazionale misto

Cessati
- International Premier Tennis League - Franchise misto Asiatico-Pacifico
- Champions Tennis League - Franchise misto indiano[6]
- Odisha Tennis Premier League - Franchise misto indiano
- World TeamTennis - Franchise misto Nord Americano

Aboliti
- Coppa Wightman - Competizione femminile tra Stati Uniti e Gran Bretagna
- World Team Cup - Team nazionale maschile